# TRIM31
TRIM31 (англ. Tripartite motif containing 31) – білок, який кодується однойменним геном, розташованим у людей на короткому плечі 6-ї хромосоми. Довжина поліпептидного ланцюга білка становить 425 амінокислот, а молекулярна маса — 48 244.
| 10         |  | 20         |  | 30         |  | 40         |  | 50         |
| ---------- |  | ---------- |  | ---------- |  | ---------- |  | ---------- |
| MASGQFVNKL |  | QEEVICPICL |  | DILQKPVTID |  | CGHNFCLKCI |  | TQIGETSCGF |
| FKCPLCKTSV |  | RKNAIRFNSL |  | LRNLVEKIQA |  | LQASEVQSKR |  | KEATCPRHQE |
| MFHYFCEDDG |  | KFLCFVCRES |  | KDHKSHNVSL |  | IEEAAQNYQG |  | QIQEQIQVLQ |
| QKEKETVQVK |  | AQGVHRVDVF |  | TDQVEHEKQR |  | ILTEFELLHQ |  | VLEEEKNFLL |
| SRIYWLGHEG |  | TEAGKHYVAS |  | TEPQLNDLKK |  | LVDSLKTKQN |  | MPPRQLLEDI |
| KVVLCRSEEF |  | QFLNPTPVPL |  | ELEKKLSEAK |  | SRHDSITGSL |  | KKFKDQLQAD |
| RKKDENRFFK |  | SMNKNDMKSW |  | GLLQKNNHKM |  | NKTSEPGSSS |  | AGGRTTSGPP |
| NHHSSAPSHS |  | LFRASSAGKV |  | TFPVCLLASY |  | DEISGQGASS |  | QDTKTFDVAL |
| SEELHAALSE |  | WLTAIRAWFC |  | EVPSS      |  |            |  |            |

A: Аланін

C: Цистеїн

D: Аспарагінова кислота

E: Глутамінова кислота

F: Фенілаланін

G: Гліцин

H: Гістидин

I: Ізолейцин

K: Лізин

L: Лейцин

M: Метіонін

N: Аспарагін

P: Пролін

Q: Глутамін

R: Аргінін

S: Серин

T: Треонін

V: Валін

W: Триптофан

Кодований геном білок за функцією належить до трансфераз. 
Задіяний у таких біологічних процесах, як убіквітинування білків, альтернативний сплайсинг. 
Білок має сайт для зв'язування з іонами металів, іоном цинку. 
Локалізований у цитоплазмі, мітохондрії.